# Ophioconis cincta
Ophioconis cincta är en ormstjärneart som beskrevs av Brock 1888. Ophioconis cincta ingår i släktet Ophioconis och familjen Ophiodermatidae. Inga underarter finns listade i Catalogue of Life.